# 蒂莫泰·馬倫多馬
提莫瑟·馬倫多馬（法語：Timothée Malendoma，1935年－2010月12月12日）是中非共和國政治人物，曾經於1992年12月4日至1993年2月26日擔任中非共和國總理，並且也是公民論壇主席。